# Journal of Chemical Information and Modeling
Das Journal of Chemical Information and Modeling, abgekürzt J. Chem. Inf. Model.,  ist eine wissenschaftliche Fachzeitschrift, die von der American Chemical Society veröffentlicht wird. Die Zeitschrift wurde 1961 unter dem Namen Journal of Chemical Documentation gegründet, im Jahr 1975 wurde der Name erweitert auf Journal of Chemical Information and Computer Sciences. Seit 2005 hat sie den Namen Journal of Chemical Information and Modeling. Derzeit erscheint die Zeitschrift mit zwölf Ausgaben im Jahr. Es werden Artikel veröffentlicht, die sich mit verschiedenen Aspekten der chemischen Informatik sowie der Molekülmodellierung beschäftigen.
Der Impact Factor lag im Jahr 2020 bei 4,956. Nach der Statistik des Web of Science wird die Zeitschrift mit diesem Impact Factor in der Kategorie medizinische Chemie an 15. Stelle von 62 Zeitschriften, in der Kategorie multidisziplinäre Chemie an 57. Stelle von 178 Zeitschriften, in der Kategorie Informatik, Informationssysteme an 33. Stelle von 161 Zeitschriften und in der Kategorie Informatik, Interdisziplinäre Anwendungen an 26. Stelle von 111 Zeitschriften geführt.